# Andrew Bagney
Andrew Bagney (1955 - 24 de febrero de 1996) fue un directivo estadounidense afincado en España. Fue presidente de ERBE Software y posteriormente el primer director general de Nintendo España.

## Biografía
La trayectoria de Bagney ha estado ligada a la industria española del videojuego. En 1984 fue uno de los impulsores de la desarrolladora ERBE Software, fundada por su hermano Peter Bagney, Paco Pastor y María Jesús López. Los tres se conocieron a través de sus respectivos trabajos como directivos de Discos CBS; la familia de Bagney había heredado de su padre una empresa con licencia de importación, ERBE —siglas de Elizabeth Richard Bagney España—, y los socios decidieron convertirla en una distribuidora de videojuegos en casete procedentes de Reino Unido. En 1986, Andy reemplazó a su hermano Peter al frente de la gestión.
En la década de 1980, ERBE se convirtió en una de las principales desarrolladoras y distribuidoras de videojuegos en España, coincidiendo con la irrupción de ordenadores como ZX Spectrum y Amstrad CPC. La empresa se valió de su relación con CBS, con fábrica propia de cintas de casete, para liderar las ventas en España y posteriormente impulsar una industria nacional. En 1989, Bagney se hizo con el control completo de ERBE mientras que Pastor, con quien ya había tenido varios desacuerdos, vendió su participación para distribuir productos de Sega en España.
Andrew dejó de lado la producción de casetes para centrarse en la distribución de videojuegos, a través de acuerdos con Nintendo. En 1991 arrebató a Spaco la distribución de la portátil Game Boy en España, y en 1992 se hizo con la exclusiva de Super Nintendo y del Club Nintendo. Con una facturación superior a los 10.000 millones de pesetas, ERBE es adquirida ese mismo año por Inversiones Ibersuizas —dirigida por Juan Abelló— y Bagnew mantuvo el cargo de director general. No obstante, la trayectoria de ERBE se vio truncada en febrero de 1993 por un incendio que destruyó el almacén de la compañía en Móstoles. Las disputas entre los accionistas en torno a la gestión del siniestro motivaron la salida de Bagnew.
En agosto de 1993, Nintendo asume la distribución a través de su propia filial —Nintendo España— y Andrew Bagney es nombrado director general. Durante los siguientes tres años lideró la consolidación de Nintendo en la península, en plena «guerra de consolas» precisamente contra la filial española de Sega, dirigida por su exsocio Paco Pastor.
Falleció repentinamente el 24 de febrero de 1996, a los 41 años, víctima de un infarto agudo de miocardio mientras esquiaba.